# Чабанов (Адигея)
Чабанов (рос. Чабанов) — хутір Теучезького району Адигеї Росії. Входить до складу Габукайського сільського поселення.
Населення — 34 особи (2015 рік).